# Copa do Mundo de Rugby Feminino de 2002
A Copa do Mundo de Rugby Feminino de 2002 foi a segunda edição oficial  organizada diretamente pela IRB, e a quarta na geral.
Foi realizada na Espanha em maio de 2002 e a final foi disputada no Estádio Olímpico de Barcelona. A competição foi vencida pela atual campeã, Nova Zelândia.

## Equipes
Os 16 times foram divididos em quatro grupos, onde as equipes disputam apenas dois jogos. As vencedoras foram admitidas para as semifinais pelo primeiro lugar, as segundas para semifinais para o quinto lugar, as terceiras para as semifinais para o nono lugar e, as últimas para as semifinais para o 13 º lugar.
| Grupo A                                                | Grupo B                                                 | Grupo C                                 | Grupo D                              |
| ------------------------------------------------------ | ------------------------------------------------------- | --------------------------------------- | ------------------------------------ |
| - Alemanha - Austrália - País de Gales - Nova Zelândia | - Estados Unidos - França - Cazaquistão - Países Baixos | - Espanha - Itália - Inglaterra - Japão | - Canadá - Samoa - Escócia - Irlanda |

## 1 Fase

### Grupo A
| 13 de Maio de 2002 | Alemanha | 0 - 117 | Nova Zelândia | Cornellà de Llobregat |  |
|                    |          |         |               |                       |  |

| 13 de Maio de 2002 | Austrália | 30 - 0 | País de Gales | Sant Boi de Llobregat |  |
|                    |           |        |               |                       |  |

| 17 de Maio de 2002 | Alemanha | 0 - 77 | País de Gales | Girona |  |
|                    |          |        |               |        |  |

| 18 de Maio de 2002 | Austrália | 3 - 36 | Nova Zelândia | Cornellà de Llobregat |  |
|                    |           |        |               |                       |  |

#### Classificação
| Seleção       | Vitórias | Empates | Derrotas | Pontos a favor | Pontos contra | Pontos +/- | Pontos |
| ------------- | -------- | ------- | -------- | -------------- | ------------- | ---------- | ------ |
| Nova Zelândia | 2        | 0       | 0        | 153            | 3             | +150       | 6      |
| Austrália     | 1        | 0       | 1        | 33             | 36            | -3         | 4      |
| País de Gales | 1        | 0       | 1        | 77             | 30            | +47        | 4      |
| Alemanha      | 0        | 0       | 2        | 0              | 194           | -194       | 2      |

Pontuação: Vitória = 3, Empate = 2, Derrota = 1 

### Grupo B
| 13 de Maio de 2002 | Estados Unidos | 87 - 0 | Países Baixos | Sant Boi de Llobregat |  |
|                    |                |        |               |                       |  |

| 13 de Maio de 2002 | França | 31 - 12 | Cazaquistão | Sant Boi de Llobregat |  |
|                    |        |         |             |                       |  |

| 17 de Maio de 2002 | Países Baixos | 10 - 37 | Cazaquistão | Girona |  |
|                    |               |         |             |        |  |

| 18 de Maio de 2002 | França | 21 - 9 | Estados Unidos | Girona |  |
|                    |        |        |                |        |  |

#### Classificação
| Seleção        | Vitórias | Empates | Derrotas | Pontos a favor | Pontos contra | Pontos +/- | Pontos |
| -------------- | -------- | ------- | -------- | -------------- | ------------- | ---------- | ------ |
| França         | 2        | 0       | 0        | 52             | 21            | +31        | 6      |
| Estados Unidos | 1        | 0       | 1        | 96             | 21            | +75        | 4      |
| Cazaquistão    | 1        | 0       | 1        | 49             | 41            | +8         | 4      |
| Países Baixos  | 0        | 0       | 2        | 10             | 124           | -114       | 2      |

Pontuação: Vitória = 3, Empate = 2, Derrota = 1 

### Grupo C
| 13 de Maio de 2002 | Inglaterra | 63 - 9 | Itália | Cornellà de Llobregat |  |
|                    |            |        |        |                       |  |

| 13 de Maio de 2002 | Espanha | 62 - 0 | Japão | Cornellà de Llobregat |  |
|                    |         |        |       |                       |  |

| 17 de Maio de 2002 | Itália | 30 - 3 | Japão | Sant Boi de Llobregat |  |
|                    |        |        |       |                       |  |

| 18 de Maio de 2002 | Espanha | 5 - 13 | Inglaterra | Cornellà de Llobregat |  |
|                    |         |        |            |                       |  |

#### Classificação
| Seleção    | Vitórias | Empates | Derrotas | Pontos a favor | Pontos contra | Pontos +/- | Pontos |
| ---------- | -------- | ------- | -------- | -------------- | ------------- | ---------- | ------ |
| Inglaterra | 2        | 0       | 0        | 76             | 14            | +62        | 6      |
| Espanha    | 1        | 0       | 1        | 67             | 13            | +54        | 4      |
| Itália     | 1        | 0       | 1        | 39             | 66            | -27        | 4      |
| Japão      | 0        | 0       | 2        | 3              | 92            | -89        | 2      |

Pontuação: Vitória = 3, Empate = 2, Derrota = 1 

### Grupo D
| 13 de Maio de 2002 | Canadá | 57 - 0 | Irlanda | Girona |  |
|                    |        |        |         |        |  |

| 13 de Maio de 2002 | Escócia | 13 - 3 | Samoa | Girona |  |
|                    |         |        |       |        |  |

| 17 de Maio de 2002 | Irlanda | 0 - 22 | Samoa | Sant Boi de Llobregat |  |
|                    |         |        |       |                       |  |

| 18 de Maio de 2002 | Canadá | 11 - 0 | Escócia | Girona |  |
|                    |        |        |         |        |  |

#### Classificação
| Seleção | Vitórias | Empates | Derrotas | Pontos a favor | Pontos contra | Pontos +/- | Pontos |
| ------- | -------- | ------- | -------- | -------------- | ------------- | ---------- | ------ |
| Canadá  | 2        | 0       | 0        | 68             | 0             | +68        | 6      |
| Escócia | 1        | 0       | 1        | 13             | 14            | -1         | 4      |
| Samoa   | 1        | 0       | 1        | 25             | 13            | +12        | 4      |
| Irlanda | 0        | 0       | 2        | 0              | 79            | -79        | 2      |

Pontuação: Vitória = 3, Empate = 2, Derrota = 1 

## Fase Final
|  | Semifinais 13/16 lugar | Semifinais 13/16 lugar |   |                       | Disputa do 13º lugar  | Disputa do 13º lugar |  |
|  |                        |                        |   |                       |                       |                      |  |
|  | 20 de Maio - Girona    |                        |   |                       |                       |                      |  |
|  | Japão                  | 37                     |   |                       |                       |                      |  |
|  | Países Baixos          | 3                      |   |                       |                       |                      |  |
|  |                        |                        |   |                       |                       |                      |  |
|  |                        |                        |   |                       | 24 de Maio - Girona   |                      |  |
|  |                        |                        |   |                       | Japão                 | 18                   |  |
|  |                        | Irlanda                | 0 |                       |                       |                      |  |
|  |                        |                        |   |                       |                       |                      |  |
|  |                        |                        |   |                       |                       |                      |  |
|  |                        |                        |   |                       | Disputa do 15º lugar  |                      |  |
|  | 20 de Maio - Girona    | 20 de Maio - Girona    |   | 24 de Maio - Saragoça | 24 de Maio - Saragoça |                      |  |
|  | Irlanda                | 18                     |   | Países Baixos         | 20                    |                      |  |
|  | Alemanha               | 0                      |   |                       | Alemanha              | 19                   |  |

|  | Semifinais 9/12 lugar              | Semifinais 9/12 lugar              |    |                                    | Disputa do 9º lugar                | Disputa do 9º lugar |  |
|  |                                    |                                    |    |                                    |                                    |                     |  |
|  | 20 de Maio - Girona                |                                    |    |                                    |                                    |                     |  |
|  | Samoa                              | 9                                  |    |                                    |                                    |                     |  |
|  | Cazaquistão                        | 3                                  |    |                                    |                                    |                     |  |
|  |                                    |                                    |    |                                    |                                    |                     |  |
|  |                                    |                                    |    |                                    | 24 de Maio - Girona                |                     |  |
|  |                                    |                                    |    |                                    | Samoa                              | 17                  |  |
|  |                                    | País de Gales                      | 15 |                                    |                                    |                     |  |
|  |                                    |                                    |    |                                    |                                    |                     |  |
|  |                                    |                                    |    |                                    |                                    |                     |  |
|  |                                    |                                    |    |                                    | Disputa do 11º lugar               |                     |  |
|  | 20 de Maio - Sant Boi de Llobregat | 20 de Maio - Sant Boi de Llobregat |    | 24 de Maio - Sant Boi de Llobregat | 24 de Maio - Sant Boi de Llobregat |                     |  |
|  | País de Gales                      | 35                                 |    | Cazaquistão                        | 20                                 |                     |  |
|  | Itália                             | 3                                  |    |                                    | Itália                             | 3                   |  |

|  | Semifinais 5/8 lugar               | Semifinais 5/8 lugar               |   |                                    | Disputa do 5º lugar                | Disputa do 5º lugar |  |
|  |                                    |                                    |   |                                    |                                    |                     |  |
|  | 21 de Maio - Girona                |                                    |   |                                    |                                    |                     |  |
|  | Estados Unidos                     | 18                                 |   |                                    |                                    |                     |  |
|  | Austrália                          | 0                                  |   |                                    |                                    |                     |  |
|  |                                    |                                    |   |                                    |                                    |                     |  |
|  |                                    |                                    |   |                                    | 25 de Maio - Girona                |                     |  |
|  |                                    |                                    |   |                                    | Estados Unidos                     | 30                  |  |
|  |                                    | Escócia                            | 0 |                                    |                                    |                     |  |
|  |                                    |                                    |   |                                    |                                    |                     |  |
|  |                                    |                                    |   |                                    |                                    |                     |  |
|  |                                    |                                    |   |                                    | Disputa do 7º lugar                |                     |  |
|  | 21 de Maio - Cornellà de Llobregat | 21 de Maio - Cornellà de Llobregat |   | 25 de Maio - Cornellà de Llobregat | 25 de Maio - Cornellà de Llobregat |                     |  |
|  | Escócia                            | 23                                 |   | Austrália                          | 23                                 |                     |  |
|  | Espanha                            | 16                                 |   |                                    | Espanha                            | 5                   |  |

|  | Semifinais                         | Semifinais          |   |                                         | FINAL                                   | FINAL |  |
|  |                                    |                     |   |                                         |                                         |       |  |
|  | 21 de Maio - Cornellà de Llobregat |                     |   |                                         |                                         |       |  |
|  | Nova Zelândia                      | 30                  |   |                                         |                                         |       |  |
|  | França                             | 0                   |   |                                         |                                         |       |  |
|  |                                    |                     |   |                                         |                                         |       |  |
|  |                                    |                     |   |                                         | 25 de Maio - Barcelona Estádio Olímpico |       |  |
|  |                                    |                     |   |                                         | Nova Zelândia                           | 19    |  |
|  |                                    | Inglaterra          | 9 |                                         |                                         |       |  |
|  |                                    |                     |   |                                         |                                         |       |  |
|  |                                    |                     |   |                                         |                                         |       |  |
|  |                                    |                     |   |                                         | Disputa do 3º lugar                     |       |  |
|  | 21 de Maio - Girona                | 21 de Maio - Girona |   | 25 de Maio - Barcelona Estádio Olímpico | 25 de Maio - Barcelona Estádio Olímpico |       |  |
|  | Inglaterra                         | 53                  |   | França                                  | 41                                      |       |  |
|  | Canadá                             | 10                  |   |                                         | Canadá                                  | 7     |  |

## Campeãs
| Copa do Mundo de Rugby Feminino de 2002 |
| --------------------------------------- |
| Nova Zelândia Campeãs (2º título)       |